# العلم الهومبولتي
يشير مصطلح علم همبولت إلى حركة علمية في القرن التاسع عشر ترتبط ارتباطًا وثيقًا بأعمال وكتابات عالم الطبيعة والمستكشف العالم الألماني ألكسندر فون هومبولت، حافظت على بعض أخلاقيات الدقة والمراقبة التي جمعت العمل الميداني العلمي مع الحساسية والمثل الجمالية لعصر الرومانسية ، مثل الرومانسية في العلم، التي كانت شعبية نوعا ما في القرن التاسع عشر ، صاغت هذا المصطلح سوزان فاي كانون في عام 1978 كما سمح مثال حياة هومبولت وكتاباته بالوصول إلى ما هو أبعد من المجتمع الأكاديمي بتاريخه الطبيعي ومخاطبة جمهور أوسع بالجوانب العلمية الشعبية. حلت محل طريقة باكون القديمة المرتبطة أيضا بشخص واحد وهو فرانسيس باكون.

## سيرة موجزة
وُلد هومبولت في برلين عام 1769 وعمل كمسؤول تعدين بروسي في تسعينات القرن الثامن عشر حتى عام 1797 عندما انسحب وبدأ في جمع المعارف والمعدات العلمية، وساعدته ثروته الهائلة في افتتانه بروح الرومانسية مما دفعه لجمع مجموعة واسعة من الأدوات العلمية فضلًا عن مكتبة كبيرة، وفي عام 1799 وتحت حماية الملك تشارلز الرابع ملك إسبانيا غادر إلى أمريكا الجنوبية وإسبانيا الجديدة حاملاً جميع أدواته وكتبه. كان الغرض من الرحلة غارقًا في الرومانسية فقد كان هومبولت ينوي التحقيق في كيفية تفاعل قوى الطبيعة مع بعضها البعض ومعرفة وحدة الطبيعة، عاد هومبولت إلى أوروبا في عام 1804 واشتهر كبطل عام.، تم نشر تفاصيل ونتائج رحلة هومبولت في روايته الشخصية للسفر إلى المناطق الاستوائية للقارة الجديدة (30 مجلدًا). تم أخذ هذا السرد الشخصي من قبل تشارلز داروين في رحلته الشهيرة على متن سفينة البيغل، ثم أمضى هومبولت بقية حياته بشكل رئيسي في أوروبا على الرغم من أنه شرع في رحلة قصيرة إلى سيبيريا والسهول الروسية في عام 1829. كانت آخر أعمال هومبولت واردة في كتابه "كوزموس: رسم توضيحي لوصف فيزيائي للكون ". وصف الكتاب أساسا تطور قوة الحياة من الكون لكنه شمل أيضًا تشكيل النجوم من السحب السديمية وكذلك جغرافيا الكواكب، توفي ألكسندر فون هومبولت في عام 1859، بينما كان يعمل على المجلد الخامس من كوزموس، من خلال رحلاته إلى أمريكا الجنوبية وسجلاته الرصدية في مقال عن جغرافيا النباتات وكذلك كوزموس، ظهر اتجاه هام من خلال تقنياته في الملاحظة والأدوات العلمية المستخدمة ومنظور فريد من نوعه عن الطبيعة. تم تعريف أسلوب رواية هومبولت بأنها علم هومبولدتيان. وكان هومبولت قادرًا على الجمع بين دراسة البيانات التجريبية ونظرة شمولية للطبيعة وخصائصها الجمالية السارة التي تعتبر الآن التعريف الحقيقي لدراسة النباتات وجغرافيا النباتات. إن علم همبولدتيان هو واحد من التقنيات الأولى لدراسة كل من الفروع العضوية وغير العضوية من العلوم  كذلك هي دراسة الترابط بين الغطاء النباتي وبيئته ذات الصلة هي واحدة من الجوانب الجديدة والمهمة من عمل هومبولت، وهي فكرة وصفت بأنها "الفيزياء الأرضية" وهو شيء فشل العلماء الذين سبقوه، مثل لينيوس، في القيام به، يقوم علم هومبولدتيان على مبدأ "التوازن العام للقوى". التوازن العام كان فكرة أن هناك قوى لا نهائية في الطبيعة التي هي في صراع مستمر، ولكن كل القوى توازن بعضها البعض. وضع هومبولت الأساس للمساعي العلمية في المستقبل من خلال إنشاء أهمية دراسة الكائنات الحية وبيئتها بالتزامن.

## تعريف العلم الهومبولتي
يشمل علم همبولت كل من العمل المكثف لألكسندر فون همبولت وكذلك العديد من أعمال علماء القرن التاسع عشر، تنسب سوزان كانون إلى صياغة مصطلح علم هومبولدتيان. وفقا لكانون فإن علم هومبولدتيان هو "دراسة دقيقة، محسوبة على نطاق واسع، ولكن مترابطة الظواهر الحقيقية من أجل العثور على قانون محدد وسبب ديناميكي"، يستخدم علم هومبولدتيون الآن بدلاً من "الباكونيانية" التقليدية كمصطلح أكثر ملاءمة وأقل غموضاً لموضوعات علوم القرن التاسع عشر.
كان التاريخ الطبيعي في القرن الثامن عشر هو "ترشيح المنظورين" وقد كان كارل لينيوس منشغلاً بوضع كل الطبيعة في علم التصنيف وركز فقط على ما هو مرئي، مع اقتراب القرن الثامن عشر، أصبح إيمانويل كانط مهتمًا بفهم مصدر الأنواع، وكان أقل اهتمامًا بالسمات الفيزيائية للكائن الحي. أصبح يوهان راينولد فورستر بعد ذلك أحد شركاء هومبولت في المستقبل وهو مهتمًا بدراسة النباتات كطريقة أساسية لفهم الطبيعة وعلاقتها بالمجتمع البشري، بعد فورستر، فحص كارل ويلدنو الجغرافيا النباتية وتوزيع النباتات والمنطقة ككل. ساعدت كل هذه القطع في التاريخ قبل همبولت في تشكيل ما يعرف بعلم همبولت، أخذ هومبولت في الاعتبار كل من المظهر الخارجي والمعنى الداخلي لأنواع النباتات، بالإضافة إلى اهتمامه بالجماليات الطبيعية والبيانات التجريبية والأدلة هو الذي ما جعل عمله العلمي منفصلاًا عن علماء البيئة من قبله، صاغ نيكولسون ذلك على نحو مناسب بالطريقة التالية: "جمع هومبولت دون جهد بين الالتزام بالتجريبية والتوضيحات التجريبية لقانون الطبيعة مع التزام قوي مماثل بالكلية ونظرة إلى الطبيعة التي كان من المفترض أن تكون مرضية جمالياً وروحياً" ومن خلال هذا النهج الشمولي للعلوم ودراسة الطبيعة، تمكن هومبولت من إيجاد شبكة من الترابط على الرغم من الاختلافات الكثيرة بين الأنواع المختلفة من الكائنات الحية، وفقا لمالكوم نيكلسون" وصفت سوزان كانون علم هومبولدتيون بأنه اصطناعي وتجريبي وكمي ومن المستحيل أن يتناسب مع أي من حدود تأديبنا في القرن العشرين". كان العنصر المركزي في علم هومبولدتيان هو استخدامه لأحدث التطورات في الأجهزة العلمية لمراقبة وقياس المتغيرات الفيزيائية مع الاهتمام بجميع مصادر الخطأ الممكنة. دار علم همبولدتيان حول فهم العلاقة بين القياس الدقيق ومصادر الخطأ والقوانين الرياضية، حدد كانون أربع سمات مميزة ميزت العلم الهومبولتي عن غيره من نسخ العلوم السابقة:
- الإصرار على دقة جميع الأدوات والملاحظات العلمية؛
- التطور العقلي الذي تم فيه الاستخفاف بالآليات والكيانات النظرية للعلوم السابقة؛
- مجموعة جديدة من الأدوات المفاهيمية، بما في ذلك الأيزومابات والرسوم البيانية ونظرية الأخطاء؛
- تطبيق الدقة والتطور العقلي والأدوات ليس على العلم المعزول في المختبرات، ولكن على الظواهر الحقيقية المتغيرة بشكل كبير.

## «الفيزيائي الأرضي» لهومبولت
هومبولت كان ملتزماً بما أسماه "الفيزياء الأرضية" تطلب منهج هومبولت العلمي الجديد نوعًا جديدًا من العلماء؛ حيث تطلب علم هومبولت الانتقال من عالم الطبيعة إلى عالم الفيزياء. ووصف هومبولت كيف تختلف فكرته عن الفيزياء الأرضية عن التاريخ الطبيعي "الوصفي" التقليدي عندما قال: "أهمل [علماء الطبيعة المتجولين] تتبع قوانين الطبيعة الكبيرة والثابتة التي تتجلى في التدفق السريع للظواهر وتتبع التفاعل المتبادل للقوى الفيزيائية المقسمة"، لم يعتبر هومبولت نفسه مستكشفا، بل هو مسافر علمي قاس بدقة ما أفاد به المستكشفون بشكل غير دقيق. وفقا لهمبولت فقد كان هدف عالم الفيزياء الأرضية هو التحقق من التقاء وتشابك جميع القوى الفيزيائية ، كان لا بد من توفر مجموعة واسعة بشكل لا يصدق من الأجهزة الدقيقة لفيزيائي همبولت الأرضي، إن أفضل وصف للكمية الهائلة من الموارد العلمية التي ميزت عالم همبولدتا هو كتاب "العلوم في الثقافة"
وبالتالي فإن مسافر همبولدتيان الكامل من أجل تقديم ملاحظات مرضية يجب أن يكون قادرًا على التعامل مع كل شيء من ثورة الأقمار الصناعية لكوكب المشتري إلى إهمال الحمير الخرقة.
وبعض هذه الآلات شمل الكرونوميترات والتلسكوبات والخافضات للتوتر والمجاهر والبوصلات المغنطيسية ومقاييس الحرارة ومقاييس الرطوبة النسبية ومقاييس الضغط الجوي ومقاييس الكهرباء ومقاييس تخفيف الكثافة.

## توازن همبولت
أحد المفاهيم المركزية في علم همبولدتيان هو التوازن العام للقوى، يوضح هومبولت: «إن التوازن العام الذي يسود بين الاضطرابات والاضطراب الظاهري هو نتيجة عدد لا حصر له من القوى الميكانيكية والقوى الكيميائية التي توازن بعضها بعضا»، يشتق التوازن من عدد لا نهائي من القوى التي تعمل في وقت واحد وتتفاوت عالميًا، وبعبارة أخرى، فإن شرعية الطبيعة وفقا لهمبولت هي نتيجة لانهاية وتعقيد. يعزز علم هومبولدتيان فكرة أن القوى الأكثر دقة التي يتم قياسها بدقة على المزيد من سطح الأرض تؤدي إلى فهم أكبر لنظام الطبيعة، أنتجت الرحلة إلى الأمريكتين العديد من الاكتشافات والتطورات التي تساعد في توضيح أفكار هومبولت حول توازن القوى هذا، أنتج هومبولت ("الصورة الفيزيائية لجبال الأنديز) االذي يهدف إلى التقاط رحلته إلى الأمريكتين في جدول رسومي واحد، كان همبولت يهدف إلى التقاط جميع القوى المادية  من الكائنات الحية إلى الكهرباء في هذا الجدول الفردي، من بين العديد من التسجيلات التجريبية المعقدة الأخرى للبيانات الخاصة بالارتفاع تضمن الجدول توزيعًا أحيائيًا مفصلاً   وحدد هذا التوزيع الحيوي التوزيعات المحددة للنباتات والحيوانات على كل مستوى ارتفاع على الجبل، تقدم دراسة هومبولت للنباتات مثالاً على حركة علم هومبولت بعيدًا عن العلوم التقليدية، كما يوضح علم النبات في هومبولت مفهوم التوازن وأفكار هومبولت عن الترابط بين عناصر الطبيعة، على الرغم من أنه كان مهتمًا بالسمات الفيزيائية للنباتات فقد ركز إلى حد كبير على التحقيق في الروابط والعلاقات الكامنة بين الكائنات الحية النباتية، عمل هومبولت لسنوات على تطوير فهم لتوزيع النباتات والجغرافيا وتتضح الصلة بين التوازن المتوازن للقوى الطبيعية وتوزيع الكائنات عندما يقول هومبولت:
كما هو الحال في جميع الظواهر الأخرى للكون المادي وكذلك في توزيع الكائنات العضوية: في وسط الاضطراب الظاهري الذي يبدو أنه ناجم عن تأثير العديد من الأسباب المحلية، يصبح قانون الطبيعة غير المتغير واضحًا بمجرد أن يقوم المرء باستكشاف منطقة واسعة، أو يستخدم مجموعة من الحقائق التي تعوض فيها الاضطرابات الجزئية بعضها البعض.
نشأت دراسة النباتات وجغرافيا النباتات من مخاوف جديدة ظهرت مع علم همبولت وشملت مجالات الاهتمام الجديدة في العلوم العمليات التكاملية والروابط غير المرئية والتطور التاريخي والجملة الطبيعية.
قام علم هومبولدتيان بتطبيق فكرة التوازن العام للقوى على الاستمرارية في تاريخ جيل الكوكب ورأى هومبولت أن تاريخ الأرض هو توزيع عالمي مستمر لأشياء مثل الحرارة والنباتات والتكوينات الصخرية ولتمثيل هذه الاستمرارية بيانيًا، طور هومبولت خطوطًا متساوية الحرارة، تعمل هذه الخطوط متساوية الحرارة في التوازن العام للقوى في أن الخطوط متساوية الحرارة حافظت على الخصائص المحلية في إطار انتظام عام. وبحسب علم همبولدتيان، نشأ نظام الطبيعة وتوازنها «تدريجيا من المراقبة المضنية، حساب المتوسط، ورسم الخرائط للمناطق الممتدة بشكل متزايد».

## تحول العلم الهمبولدتي
أطلق رالف والدو إيمرسون ذات مرة على هومبولت لقب "واحدة من عجائب العالم الذين يظهرون من وقت لآخر وكأنهم يظهرون لنا إمكانيات العقل البشري.
عندما بدأ هومبولت دراساته للكائنات الحية والبيئة لأول مرة ادعى أنه يريد «إعادة تنظيم الروابط العامة التي تربط الكائنات العضوية ودراسة التناغمات العظيمة للطبيعة». وغالبًا ما يعتبر واحدًا من أوائل علماء البيئة الحقيقيين في العالم، نجح هومبولت في تطوير علم شامل يربط الفروع المنفصلة للفلسفة الطبيعية في إطار نموذج من النظام الطبيعي القائم على مفهوم التوازن الديناميكي. تجاوز عمل هومبولت رحلاته الشخصية واكتشافاته.  وشاركت شخصيات من جميع أنحاء العالم في عمله، شمل بعض هؤلاء المشاركين ضباطًا في البحرية الفرنسية وأطباء في شركة الهند الشرقية ومديرين إقليميين روس وقادة عسكريين إسبان ودبلوماسيين ألمان، كما ذكر سابقًا فقد حمل تشارلز داروين نسخة من رواية هومبولت الشخصية على متن السفينة بيجل التي لعبت مشاريع هومبولت، وخاصة تلك المتعلقة بالفلسفة الطبيعية دورًا هامًا في تدفق الأموال الأوروبية والمسافرين إلى أمريكا الإسبانية بأعداد متزايدة في أوائل القرن التاسع عشر عمل العالم البريطاني السير إدوارد سابين على المغناطيسية الأرضية بطريقة كانت بالتأكيد همبولدتيان، كما اعتمد العالم البريطاني جورج غابرييل ستوكس بشكل كبير على القياس الرياضي المجرد للتعامل مع الخطأ في أداة دقيقة، وبالتأكيد علم همبولدتيون، ربما أبرز شخصية يمكن اعتبار عملها ممثلاً لعلوم همبولدتيان هو الجيولوجي تشارلز لايل، على الرغم من عدم التركيز على القياس الدقيق في الجيولوجيا في ذلك الوقت، إلا أن لايل أصر على الدقة بطريقة همبولدتية  ولم يؤد تعزيز وتطوير الفيزياء الأرضية في إطار علم همبولدتيون إلى إنتاج خرائط وإحصائيات مفيدة فحسب بل قدم للمجتمعات الأوروبية ومجتمعات الكريول أدوات "لإعادة تصوير" أمريكا بشكل أساسي، تم وصف التأثير الدائم لعلم هومبولدتيان في ثقافات التاريخ الطبيعي، "ينير علم هومبولدتيان إعادة تنظيم المعرفة والتخصصات في أوائل القرن التاسع عشر التي حددت ظهور التاريخ الطبيعي من الفلسفة الطبيعية."